# Tell Me You Love Me (album)
Tell Me You Love Me è il sesto album in studio della cantante statunitense Demi Lovato, pubblicato il 29 settembre 2017 da Hollywood, Island e Safehouse Records.

## Sviluppo
In seguito alla pubblicazione dell'album Confident a ottobre 2015, Lovato ha detto a Latina che il suo nuovo album avrebbe avuto un'atmosfera più sentimentale. A ottobre 2016, Lovato ha annunciato su Twitter che avrebbe preso una pausa dalla musica e dai riflettori nel 2017, affermando "Non sono fatta per questo business o per i media". Tuttavia, ha rivelato a Mike Adam ad agosto 2017 che dopo aver fatto volontariato si è sentita ringiovanita e ha ricominciato a creare musica, che ha portato alla fine a un album. Lovato ha detto che erano già stati decisi un titolo e una data di uscita, ma non le era consentito divulgarli al momento.
In una intervista con MTV News, Lovato ha dichiarato di essere stata influenzata da diversi artisti per Tell Me You Love Me, tra cui Aretha Franklin, Christina Aguilera e Kehlani. Ha commentato che l'album è stato fortemente influenzato dalla Aguilera, in particolare dal suo album del 2002 Stripped, che Lovato ha citato come "un album di breakout che la ha davvero trasformata nell'icona che è oggi". Lovato ha rivelato di avere anche lavorato con i produttori Pharrell Williams e Mike Will Made It ma di non aver incluso il loro lavoro nell'album.

## Pubblicazione e promozione
Il 23 agosto 2017, Lovato ha pubblicato un video di 18 secondi sul suo account Twitter ufficiale. Nel video, Lovato canta una parte della title track, Tell Me You Love Me, in uno studio di registrazione. Mentre il filmato torna indietro, viene rivelato l'occhio della cantante, e successivamente svelata la copertina dell'album nell'edizione standard; una foto in bianco e nero close-up del suo volto con il titolo dell'album sotto. La copertina dell'album viene poi offuscata per rivelare la data di uscita, il 29 settembre 2017. Insieme al video e alla data di uscita, Lovato ha annunciato che l'album sarebbe stato disponibile per il pre-ordine a mezzanotte del 24 agosto 2017. Il 13 settembre 2017, Lovato ha rivelato la tracklist con l'aiuto dei suoi fan su Twitter.
Il 29 settembre 2017, Lovato ha celebrato l'album con una diretta con Vevo, in cui ha discusso l'album e ha offerto esibizioni acustiche di Sorry Not Sorry e Tell Me You Love Me. Lovato ha anche collaborato con la società di elettronica JBL per ospitare una mostra pop-up a New York, mostrando la fotografia editoriale dell'album e murales personalizzati ispirati all'album, creati dalla pittrice contemporanea Lora Zombie.
Il 26 ottobre 2017, Lovato ha annunciato il suo Tell Me You Love Me Tour.

## Descrizione
In Tell Me You Love Me, Lovato ha adottato l'R&B come chiave per ottenere il sound "maturo" desiderato. Secondo lei, voleva assicurarsi che questo album "mettesse in mostra la sua voce". D'altra parte, ha considerato Tell Me You Love Me anche come un'opera "soul" e, come ha spiegato a Time, la sonorità funge da rappresentazione di chi era artisticamente e personalmente in quel momento. Stephen Thomas Erlewine di AllMusic ha percepito che "la produzione è fermamente moderna, piena di elettronica e allusioni a ritmi hip-hop". L'album si apre con la prima traccia e il singolo apripista Sorry Not Sorry, che contiene diversi effetti sintetizzati come battiti di mani, schiocchi di dita, una distorta voce maschile e sintetizzatori da club. Questi elementi sono intercettati da una linea di basso pesante, ritmi hip hop, note di piano e voci di accompagnamento. Elias Leight per Rolling Stone ha notato che Lovato si espande per riempire lo spazio vuoto della traccia "allacciando le sue non scuse con la forza vendicativa di qualcuno che sa che le loro azioni sono giustificate". Secondo la cantante, Sorry Not Sorry è una canzone dedicata agli "hater" con il messaggio "Sai una cosa? Sto bene ora, e scusa non mi dispiace che potrebbe non piacerti dove si trova la tua vita in questo momento".
La title track è una canzone influenzata dal gospel descritta come una "ballata in forte espansione" da Jeff Benjamin di Fuse. È strumentalmente composta da trombe, percussioni, battiti di mani e accordi di chitarra. Lovato ha spiegato a Billboard che Tell Me You Love Me parla della "vulnerabilità ad uscire da una relazione molto seria e dell’avere dei momenti difficili con essa", e ha inoltre commentato che la sua frase "You ain’t nobody ‘til you got somebody" evoca un grande malinteso". Racchiudendo influenze di stili musicali degli anni '80 e '90, la terza traccia Sexy Dirty Love ha un ritmo ballabile uptempo che fonde funk, disco, old school R&B e generi elettronici. A causa della sua sonorità, Mike Wass di Idolator ha associato la traccia all'album FutureSex / LoveSounds di Justin Timberlake. Liricamente, narra di un incontro romantico completamente moderno iniziato via internet con Lovato che canta sulle fantasie attraverso il telefono nella prima strofa. Formato da un tempo composto, You Don't Do It for Me Anymore presenta un ritmo lento e accordi di archi. Durante la canzone, Lovato usa il suo registro vocale più alto in un crescendo. Rob Arcand di Billboard ha elogiato la sua abilità vocale scrivendo che raggiunge "limiti nel melisma e nel virtuosismo paragonabili quasi ad Adele". Il testo riflette su una situazione passata in una relazione negativa, con un partner violento e la cantante esprime che la sua presenza non è più necessaria come prima. Sebbene sia scritto nella prospettiva di una relazione finita, Lovato ha spiegato che la canzone è uno sguardo alle sue lotte personali e alle sue dipendenze, dicendo: "L'ho cantata con molta emozione perché mi ha ricordato la relazione con la mia vecchia me con cui non mi relaziono più".
La canzone elettronica Daddy Issues vede Lovato cantare su una relazione torrida con un uomo più anziano che spiega che ha alcuni problemi causati dalla sua relazione con suo padre. In un'intervista con BBC News, la cantante ha confessato che il testo è basato sulle sue esperienze. Mike Nied di Idolator ha osservato che nel brano Lovato "è appassionata di amore e si accontenta di rendere le cose casual". La sua produzione synth-pop contiene forti sintetizzatori ed effetti. In Ruin the Friendship, Lovato invita un amico speciale a portare la loro relazione a un livello romantico, apprezzando il suo aspetto e confessandogli le sue intenzioni sessuali. Durante le strofe canta accompagnata da un basso e un sassofono. Con una sezione di corno melodico durante il ritornello, la canzone presenta un'atmosfera fluida e ricorda la musica jazz. Il suo sound contiene anche influenze dall’R&B tradizionale. Only Forever è una canzone malinconica che richiede alla persona con cui si vuole intraprendere una nuova relazione di fare il primo passo o quello successivo. Con un messaggio di "dare a qualcuno delle possibilità che dureranno una vita", Lovato ha considerato Only Forever un sequel di Ruin the Friendship.  La canzone ha anche una connessione con le sue esperienze personali. In tutto il brano, la voce di Lovato sembra riecheggiare su una linea di basso minima. Lonely è un duetto con il rapper Lil Wayne e presenta Lovato che esprime rabbia e delusione per il comportamento di un partner violento, mentre Wayne ribadisce i suoi sentimenti nella sua parte. La produzione, gestita da Mustard, presenta sintetizzatori sparsi in contrasto con un ritmo minimalista influenzato dalla trap.
Una ballata con influenze rock and roll, Cry Baby si avvale di un piano martellante, rulli, grancasse e diapositive riff di chitarra elettrica. Liricamente, mostra Lovato che canta di una drammatica situazione romantica che alterna la sua solida personalità rendendola una persona fragile. Mentre canta nel ritornello, sebbene il suo cuore sia il "più difficile da spezzare", un interesse romantico la fa piangere e le spezza il cuore. Secondo Lovato, Games parla di "giocare con i sentimenti, quando sono uscita da una relazione e ho ricominciato a frequentare altre persone". Nel brano, è stata notata la sua strumentazione che ricorda la musica trap. Concentrate e Hitchhiker sono canzoni midtempo, in cui l'uso della chitarra è una caratteristica predominante nella produzione. La prima è una canzone con un testo incentrato su temi sessuali, ovvero quando la lussuria di Lovato per il suo amante l'ha estremamente distratta. La seconda è una canzone d'amore ottimista sul fare un salto emotivo con uno sconosciuto.

## Accoglienza
Con questo album, secondo Jamieson Cox di Pitchfork, Demi Lovato "si è piazzata in uno spazio che le è strettamente abituale". Stephen Thomas Erlewine di AllMusic ha scritto che l'album "passa da canzoni soul ad altre seducenti e a ballate spettacolari, progettate per mostrare ogni singola qualità di Lovato", dando all'album 3,5 su 5 stelle. The Herald Sun ha valutato l'album con lo stesso punteggio, ritenendolo "impressionante" e ha ritenuto Daddy Issues la traccia migliore. Scrivendo per Idolator, Mike Nied ha dato al disco 4 stelle su 5 e ha dichiarato che "Demi ha finalmente fatto il suo passo avanti". Ha aggiunto "invece di inserire una o due hit tra un sacco di filler, la cantante ha finalmente reclutato la squadra giusta e ha usato la sua voce su scintillanti canzoni mid-tempo e bangers frenetici. L'album ha la particolarità di essere il suo più coeso ed è uno dei più forti nel 2017", e l'ha confrontato a Stripped di Christina Aguilera.
In una recensione positiva, Aidin Vaziri del San Francisco Chronicle ha scritto che Demi Lovato "si sente ingannata e, evocando grida di battaglia di sue predecessori pop come Christina Aguilera e Kelly Clarkson, si scatena sugli ex e pugnala gli amici con il tipo di potenza vocale più apprezzato". Per il Los Angeles Times, Mikael Wood ha definito i brani dell'album come "accattivanti, divertenti, sexy e audaci". Per Tim Snatc, un editore di Entertainment Weekly, Tell Me You Love Me "soffre un po’ della sua voce eccessiva". Dando all'album una valutazione B, ha affermato che le parti migliori dell'album sono "nella prima metà e mettono in mostra la spavalderia della Lovato, in particolare la straordinaria traccia che dà il titolo all’album". Scrivendo per Rolling Stone, Maura Johnston ha notato che tracce più lente come Concentrate bilanciano quelle energetiche.
Il 4 dicembre 2017, Time ha classificato i migliori album del 2017 e ha dato una menzione d'onore all'album, acclamando la Lovato per "essere uscita dalle sue comfort zone e per avere creato nuovi percorsi musicali da seguire".

## Singoli

### Singoli ufficiali
- Sorry Not Sorry è uscito come primo singolo l'11 luglio 2017. La traccia è stata scritta da Demi Lovato, Oak Felder, Sean Douglas, Trevor Brown e William Zaire Simmons e ha raggiunto la sesta posizione nella Billboard Hot 100 entrando in top 10.
- Tell Me You Love Me è stato pubblicato come primo singolo promozionale dell'album insieme al pre-ordine il 23 agosto 2017. La traccia ha debuttato alla posizione 97 della Billboard Hot 100. Dopodiché, Il 14 Novembre 2017, la canzone è stata estratta come secondo singolo ufficiale.[62]

### Singoli promozionali
- You Don't Do It for Me Anymore è stato pubblicato come secondo singolo promozionale l'8 settembre 2017.[63]
- Sexy Dirty Love è stato pubblicato come terzo singolo promozionale il 22 settembre 2017.[64]

## Tracce
Edizione standard
1. Sorry Not Sorry – 3:23 (Demi Lovato, Oak Felder, Sean Douglas, Trevor Brown, William Zaire Simmons)
2. Tell Me You Love Me – 3:56 (John Hill, Kirby Lauryen, Ajay Bhattacharya)
3. Sexy Dirty Love – 3:33 (Demi Lovato, Oak Felder, Trevor Brown, William Zaire Simmons)
4. You Don't Do It for Me Anymore – 3:17 (Demi Lovato, Jonas Jeberg, Chloe Angelides, Ashlyn Willson, James "Gladius" Wong)
5. Daddy Issues – 3:09 (Demi Lovato, Oak Felder, William Zaire Simmons, Sean Douglas)
6. Ruin the Friendship – 3:53 (Demi Lovato, Ido Zmishlany, Brittany Amaradio, Chloe Angelides)
7. Only Forever – 3:17 (Demi Lovato, Oak Felder, Sean Douglas, Ilsey Juber, Toby Gad)
8. Lonely (feat. Lil Wayne) – 4:41 (Dijon McFarlane, Sarah Aarons, Dwayne Carter)
9. Cry Baby – 3:42 (Demi Lovato, Taylor Parks, Chloe Angelides, Noonie Bao, Jamie Sanderson, Kevin Hissink)
10. Games – 3:08 (Demi Lovato, Sean Douglas)
11. Concentrate – 3:17 (Jeff Shum, Dayyon Alexander, Jimmy Burney, Adam Tressler, Demi Lovato)
12. Hitchhiker – 3:43 (Jeff Shum, Dayyon Alexander, Jimmy Burney, Adam Tressler, Winston Howard, Demi Lovato)

Edizione deluxe
1. Instruction (Jax Jones feat. Demi Lovato and Stefflon Don) – 2:45 (Timucin Aluo, Demi Lovato, Uzoechi Emineke, Stephanie Allen)
2. Sorry Not Sorry (Acoustic) – 3:25 (Demi Lovato, Oak Felder, Sean Douglas, Trevor Brown, William Zaire Simmons)
3. No Promises (Cheat Codes feat. Demi Lovato) (Acoustic) – 3:52 (Ari Leff, Trevor Dahl, Jackson Foote, Emma Block, Demi Lovato)

Edizione target
1. Smoke & Mirrors – 3:57 (Demi Lovato, Ben Abraham, Aarons)
2. Ready For Ya – 3:30 (Demi Lovato, Nolan Lambroza, Simon Wilcox, Nick Jonas)

## Successo commerciale
Nel Regno Unito, Tell Me You Love Me ha debuttato al quinto posto della UK Albums Chart, diventando il suo album ad aver raggiunto la posizione più alta nella nazione. Il disco ha fatto il suo ingresso all’ottava posizione in Australia, diventando la sua seconda top 10 in classifica dopo che Confident si era spinto fino al terzo posto. L'album ha debuttato alla terza posizione della Billboard 200 con 75.000 unità, di cui 48.000 vendite pure ed è diventato il suo sesto album consecutivo tra le prime cinque posizione. In Canada, è entrata alla quarta posizione, diventato il suo quinto album consecutivo a raggiungere la top 5 nel paese.

## Classifiche

### Classifiche settimanali
| Classifica (2017) | Posizione massima |
| ----------------- | ----------------- |
| Australia         | 8                 |
| Austria           | 29                |
| Belgio (Fiandre)  | 10                |
| Belgio (Vallonia) | 27                |
| Canada            | 4                 |
| Danimarca         | 26                |
| Finlandia         | 20                |
| Francia           | 63                |
| Germania          | 32                |
| Grecia            | 34                |
| Irlanda           | 7                 |
| Italia            | 12                |
| Norvegia          | 13                |
| Nuova Zelanda     | 6                 |
| Paesi Bassi       | 10                |
| Polonia           | 32                |
| Portogallo        | 28                |
| Regno Unito       | 5                 |
| Repubblica Ceca   | 16                |
| Spagna            | 4                 |
| Stati Uniti       | 3                 |
| Svezia            | 13                |
| Svizzera          | 32                |

### Classifiche di fine anno
| Classifica (2017) | Posizione |
| ----------------- | --------- |
| Belgio (Fiandre)  | 159       |
| Stati Uniti       | 170       |